# Байки Мітяя
«Байки Мітяя» — російськомовний 20-серійний телесеріал 2012 року, знятий в Україні.

## Інформація про фільм
3 червня 2011 року почалися зйомки «Байок Мітяя». Спочатку передбачалося почати знімати серіал 1 червня. 10 листопада 2011 року зйомки завершилися, показ фільму був призначений на грудень того ж року. На зйомках актор Микола Добринін врятував від автомобіля, що випадково покотився, свого колегу Олександра Ігнатушу.
10 лютого 2012 року пройшов перший показ серіалу на телеканалі «Інтер». 7 лютого пройшла презентація «Байок» для журналістів.
Після виходу на телебаченні, він був названий найуспішнішим серіалом тижня (6 — 12 лютого 2012 року).

## Сюжет
Кожна серія серіалу являє собою окремий фільм, пов'язує всі двадцять серій тільки головний персонаж Мітяй. Мітяй — простий сільський житель, сусід Івана та Валентини Будько з серіалу «Свати», кожен раз він потрапляє в нову історію. Мітяй постане перед глядачами в нових образах, таких як пожежний і співак.
Всього Микола Добринін втілив близько 60 образів.

## У ролях
За сюжетом у своїх байках Мітяй іноді уявляв знайомих в ролі кого небудь. Тому як ролі представлені реальні ролі.
- Микола Добринін — Дмитро Олександрович Буханкін|він же Мітяй
- Олександр Ігнатуша — Олексійович (дільничний)
- Олександр Данильченко — Митрич
- Леонід Тітов — Терентич
- Діана Мілая — Єрмохіна Єрмолаєва|дружина Мітяя
- Ліна Будник — Семенівна, сусідка Мітяя
- Віктор Сарайкин, Віктор Андрієнко — голови
- Валерій Неведров — директор кави
- Олександр Фуртас — чоловік з капелюхою
- Геннадій Скарга — німець Йозеф
- Євген Кошовий, Юрій Крапов, Єгор Крутоголов — студенти, американці
- Володимир Зеленський — ведучий шоу «Мільйон»
- Максим Неліпа — ведучий чемпіонату з рибацтва
- Олександр Герасимчук — чоловік в палаті
- Галина Опанасенко — Никитична
- Микола Олійник — дід Мітяя
- Яна Глущенко — медсестра
- Катерина Кістень — ведуча програми «Великі скандали»
- Вікторія Булітко — журналістка програми «Великі скандали»